# 渥美定義
渥美 定義（あつみ さだよし、1980年 - ）は、日本の労働者でありシンガーソングライターである。

## 概要
1980年、愛媛県松山市生まれ。

## ディスコグラフィー

### アルバム
- 「Inlet」CD （2008年）[1]
- 「White pheasant」（2009年）
- 「Grand Lock」（2010年）
- 「Light」（2012年）
- 「Harbor」（2012年）
- 「Yellow chair」（2012年）
- 「Dreaming」（2012年）
- 「Long gallery」CD （2014年）[2]
- 「おやま」（2014年）
- 「青い水」（2015年）
- 「光」（2015年）
- 「讃歌」（2016年）
- 「街」CD （2017年）
- 「天使の家」（2017年）
- 「槍」（2017年）
- 「盾」（2017年）
- 「観念と音」（2017年）
- 「翼」（2018年）
- 「家」（2018年）
- 「心眼」（2018年）
- 「アトム」（2019年）
- 「果てしない旅」（2019年）
- 「音楽詩」（2019年）
- 「日輪」（2019年）
- 「筏」（2019年）
- 「ki」（2019年）
- 「その周辺」（2020年）
- 「mi」（2020年）
- 「舞」（2020年）
- 「入れ替わりする光」（2020年）
- 「エッセイ」（2020年）
- 「夢の機械」（2021年）
- 「南無」（2021年）
- 「水辺Ⅰ」（2022年）
- 「水辺Ⅱ」（2023年）
- 「杖」（2023年）

### 映像
- 「VISTA」 (2008) - 46分／カラー

監督・脚本・撮影・編集：佐々木靖之／照明：後関健太／録音：松浦大樹／音楽：渥美定義／出演：濱口竜介、渥美定義